# Armenischer Meister (Eishockey)
Der Armenische Eishockeymeister wird seit 2001 ermittelt.

## Titelträger
- 2000–2001 – ASC Jerewan
- 2001–2002 – Keine meisterschaft
- 2002–2003 – HC Dinamo Jerewan
- 2003–2004 – HC Dinamo Jerewan
- 2004–2005 – HC Dinamo Jerewan
- 2005–2006 – SKA Jerewan
- 2006–2007 – Urartu Jerewan
- 2007–2008 – Urartu Jerewan
- 2008–2009 – Urartu Jerewan
- 2009–2010 – Urartu Jerewan

## Meisterschaften nach Teams
| Titel | Mannschaft        | Jahr                   |
| ----- | ----------------- | ---------------------- |
| 4     | Urartu Jerewan    | 2007, 2008, 2009, 2010 |
| 3     | HC Dinamo Jerewan | 2003, 2004, 2005       |
| 1     | ASC Jerewan       | 2001                   |
| 1     | SKA Jerewan       | 2006                   |